# Hylomyscus grandis
Hylomyscus grandis — вид гризунів родини мишевих. Зустрічається лише на горі Оку, Камерун, у тропічній частині Центральної Африки, його природним середовищем існування є тропічні вологі гірські ліси. Він має дуже малий ареал і перебуває під загрозою знищення середовища проживання, тому Міжнародний союз охорони природи оцінив його природоохоронний статус як «під загрозою зникнення».

## Морфологічна характеристика
Це дрібний гризун з довжиною голови й тулуба від 118 до 160 мм, довжиною хвоста від 130 до 150 мм, довжиною лапи від 18 до 22 мм, довжиною вух від 15 до 20 мм і вага до 41 грамів. Хутро тонке, м'яке. Спинна частина варіюється від сірувато-коричневого до яскраво-коричневого кольору, а черевна – сірувато-білувата. Лінія поділу на боках чітка. Ніс, верхня губа, підборіддя та нижня частина щік білі. Вуса довгі, чорні. Вуха малі, темні, вкриті короткими темно-коричневими або чорними волосками. Задня частина ніг укрита білуватими волосками. Хвіст набагато довший за голову й тулуб і вкритий дуже короткою чорною щетиною.

## Поведінка
Це деревний і нічний вид.